# William D. Brewer (Diplomat)
William Dodd Brewer (* 4. April 1922 in Middletown, Connecticut; † 10. Februar 2009 in Hingham, Massachusetts) war ein US-amerikanischer Diplomat, der unter anderem zwischen 1970 und 1973 Botschafter der Vereinigten Staaten in Mauritius sowie von 1973 bis 1977 Botschafter im Sudan war.

## Leben
William Dodd Brewer absolvierte nach dem Besuch der Taft School in Watertown und des Williams College in Williamstown ein Studium an der Fletcher School of Law and Diplomacy. Er trat als Foreign Service Officer in den diplomatischen Dienst des Außenministeriums und fand in den folgenden Jahren zahlreiche Verwendungen im Ministerium sowie an Auslandsvertretungen. Er war unter anderem 1950 und 1951 an der Botschaft in Saudi-Arabien und im Anschluss von 1951 bis 1954 Politischer Referent an der Gesandtschaft beziehungsweise ab 1952 an der Botschaft in Syrien. Nachdem er von 1955 bis 1957 Leiter der Vertretung in Kuwait war, fungierte er im Außenministerium zwischen 1957 und 1961 als Referent für Arabische Angelegenheiten. In dieser Funktion befasste er sich insbesondere mit den Auswirkungen der Sueskrise, dem Staatsstreich im Irak 1958 und der Militärintervention der USA während der Libanonkrise 1958. Nach einer Tätigkeit im Policy Planning Council, dem Politischen Planungsrat des Außenministeriums, war er zwischen 1962 und 1965 als Deputy Chief of Mission Ständiger Vertreter und Stellvertreter des Botschafters in Afghanistan. Nach einem neuerlichen Einsatz im Politischen Planungsrat des Außenministeriums war er dort zwischen 1966 und 1970 Leiter des Referats Staaten der Arabischen Halbinsel, wo er sich unter anderem mit den Auswirkungen des Sechstagekrieges (5. bis 10. Juni 1967) beschäftigte.
Am 8. April 1970 wurde Brewer zum Botschafter der Vereinigten Staaten in Mauritius ernannt und übergab dort am 29. Juni 1970 als Nachfolger von David S. King seine Akkreditierung. Er verblieb auf diesem Posten bis zum 23. Juli 1973 und wurde von Philip W. Manhard abgelöst. Er selbst wurde bereits am 16. Juli 1973 zum Botschafter im Sudan berufen, wo er am 22. September 1973 als Nachfolger von Cleo A. Noel, Jr. sein Beglaubigungsschreiben überreichte. Dieses Amt hatte er bis zum 7. Mai 1977 inne, woraufhin Donald C. Bergus ihn ablöste.
Nach seinem Ausscheiden aus dem diplomatischen Dienst übernahm Brewer 1978 die „Stuart Chevalier“-Professur für Diplomatie und Weltpolitik am Occidental College in Los Angeles und lehrte dort bis 1986, wobei er bis 1986 auch die Abteilung Weltpolitik leitete.
Aus seiner Ehe mit Alice V. E. Brewer (1919–2006) ging die Tochter Priscilla J. Brewer (1956–2008) hervor. Nach seinem Tode wurde er auf dem Indian Hill Cemetery in seinem Geburtsort Middletown beigesetzt.